# Vailly (Aube)
Vailly é uma comuna francesa na região administrativa de Grande Leste, no departamento de Aube. Estende-se por uma área de 11,25 km². Em 2010 a comuna tinha 292 habitantes (densidade: 26 hab./km²).